# Gruppo di artisti di Worpswede

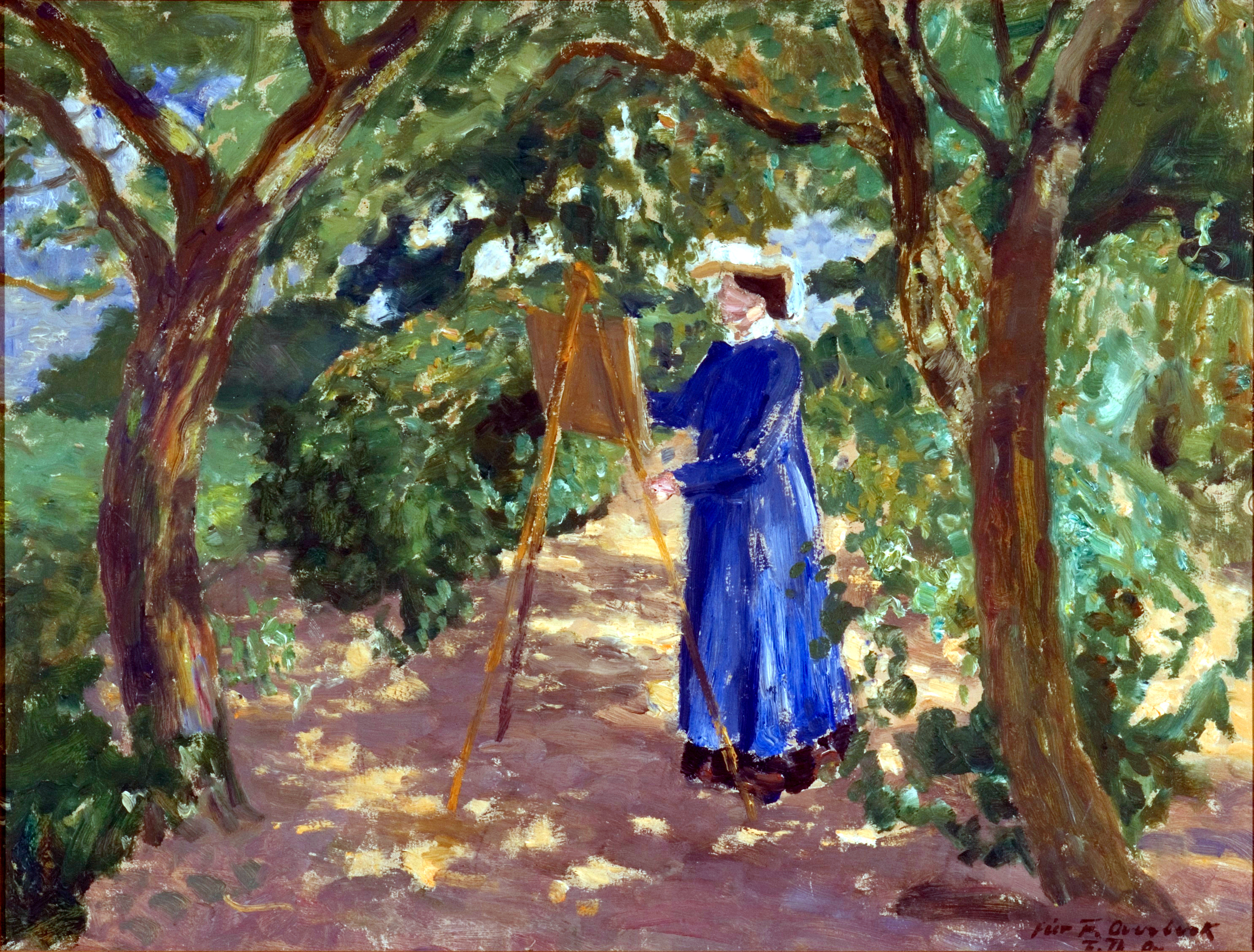
Fritz Overbeck: Hermine Overbeck-Rohte en un jardín (1905).

Il gruppo di artisti di Worpswede ebbe origine nel 1889 a Worpswede, ad imitazione del modello francese della scuola di Barbizon. La esponente più rappresentativa divenne poi Paula Modersohn-Becker. Il poeta Rainer Maria Rilke pubblicò un libro sul gruppo nel 1903.
Il gruppo visse un secondo periodo che ebbe come fulcro l'ideologia artistica del nazismo e più tardi, dal 1970, un terzo periodo come centro artistico e culturale tedesco.

## Storia
Nel 1889, seguendo le orme dello scrittore di viaggi Johann Georg Kohl, tre artisti non più soddisfatti dei canoni della pittura formale, decisero di istituire un gruppo a Worpswede, un villaggio nel mezzo del pantano del Diavolo ("Teufelsmoor"), non lontano da Brema, nel nord della Germania. I loro nomi erano Fritz Mackensen, Hans am Ende e Otto Modersohn.
L'obiettivo del gruppo, inizialmente installato a Worpswede e subito dopo nel vicino villaggio di Westerwede, fu quello di rivendicare la loro indipendenza dalle grandi accademie artistiche. La maggior parte di loro erano ex allievi dell'Accademia di Belle Arti di Düsseldorf, una istituzione che aveva brillato con Wilhelm von Schadow. Come molti giovani artisti di accademie di pittura del XIX secolo consideravano queste come istituzioni ufficiali e i loro insegnanti e i metodi di insegnamento ormai obsoleti. Con la costituzione del gruppo di Worpswede, aspiravano a creare uno spazio come quello in precedenza realizzato da  Théodore Rousseau con la   scuola di Barbizon. Come in Francia, lo scopo era duplice: lavorare  "au plein air" , rivoluzionando la tecnica pittorica , e riflette la loro opera nella popolazione rurale, giudicata pura e non ancora corrotta dalla civiltà. Un grande aiuto per la sopravvivenza del gruppo fu costituito dalle commesse dell'industriale Ludwig Stollwerck, che si avvalse dell'opera del gruppo di artisti per la pubblicità della sua fabbrica di cioccolato di Colonia.
Nel 1893, quattro anni dopo la fondazione, aderirono al gruppo Fritz Overbeck, e l'anno successivo Heinrich Vogeler e Carl Vinnen. Nel 1898, nella classe in cui insegnava Mackensen giunsero due ragazze che sarebbero diventate molto amiche: Paula Becker e Clara Westhoff aspirante scultrice. Nel 1901, Paula si sposò con Otto Modersohn, Clara con Rilke e Martha Schroeder con Vogeler, al quale l'eredità paterna nel 1895 permise la progettazione e costruzione della casa e dei giardini di Worspwede (il Barkenhoff, la tenuta delle betulle), che serviva come luogo di incontro per artisti e intellettuali di ogni genere.
Le elezioni per il Reichstag, il 5 marzo 1933, determinarono il trionfo del Partito Nazista a Worpswede, e in conseguenza di ciò il gruppo si divise in due fazioni: Fritz Mackensen e Carl Emil Uphoff saltarono sul carro dei vincitori, mentre altri come Heinrich Vogeler (che nel suo circolo di Barkenhoff voleva mettere in pratica l'utopia di una società senza classi) furono costretti ad emigrare. Per diversi anni, l'ex gruppo divenne uno dei modelli di purezza razziale associato al concetto nazista di Madre Terra.

## Artisti del gruppo iniziale
- Otto Modersohn  (1865-1943), pittore e fondatore
- Paula Modersohn-Becker, pittrice
- August Haake, pittore
- Fritz Mackensen (1866-1953), pittore e fondatore
- Carl Emil Uphoff, pittore
- Fritz Overbeck, pittore
- Hermine Overbeck-Rohte, pittrice
- Heinrich Vogeler, pittore
- Carl Vinnen, pittore
- Hans am Ende (1864-1918), pittore e fondatore
- Karl Krummacher, pittore
- Clara Westhoff, scultrice
- Walter Bertelsmann, pittore
- Bernhard Hoetger, architetto, scultore e pittore
- Wilhelm Scharrelmann, scrittore
- Alfred Schulze, architetto
- Theodor Herrmann, pittore

## Galleria d'immagini

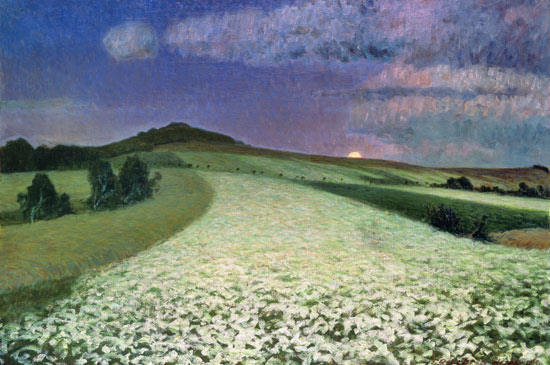
Fritz Overbeck: Bluehendes buchweizenfeld (1900).
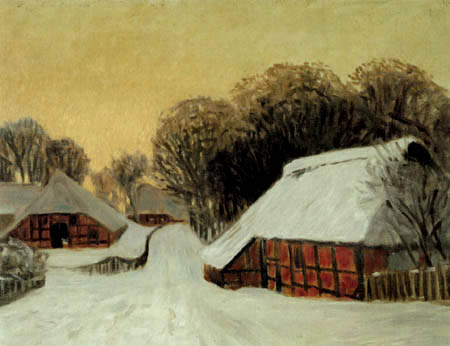
Hans am Ende: Inverno a Worpswede (1900).
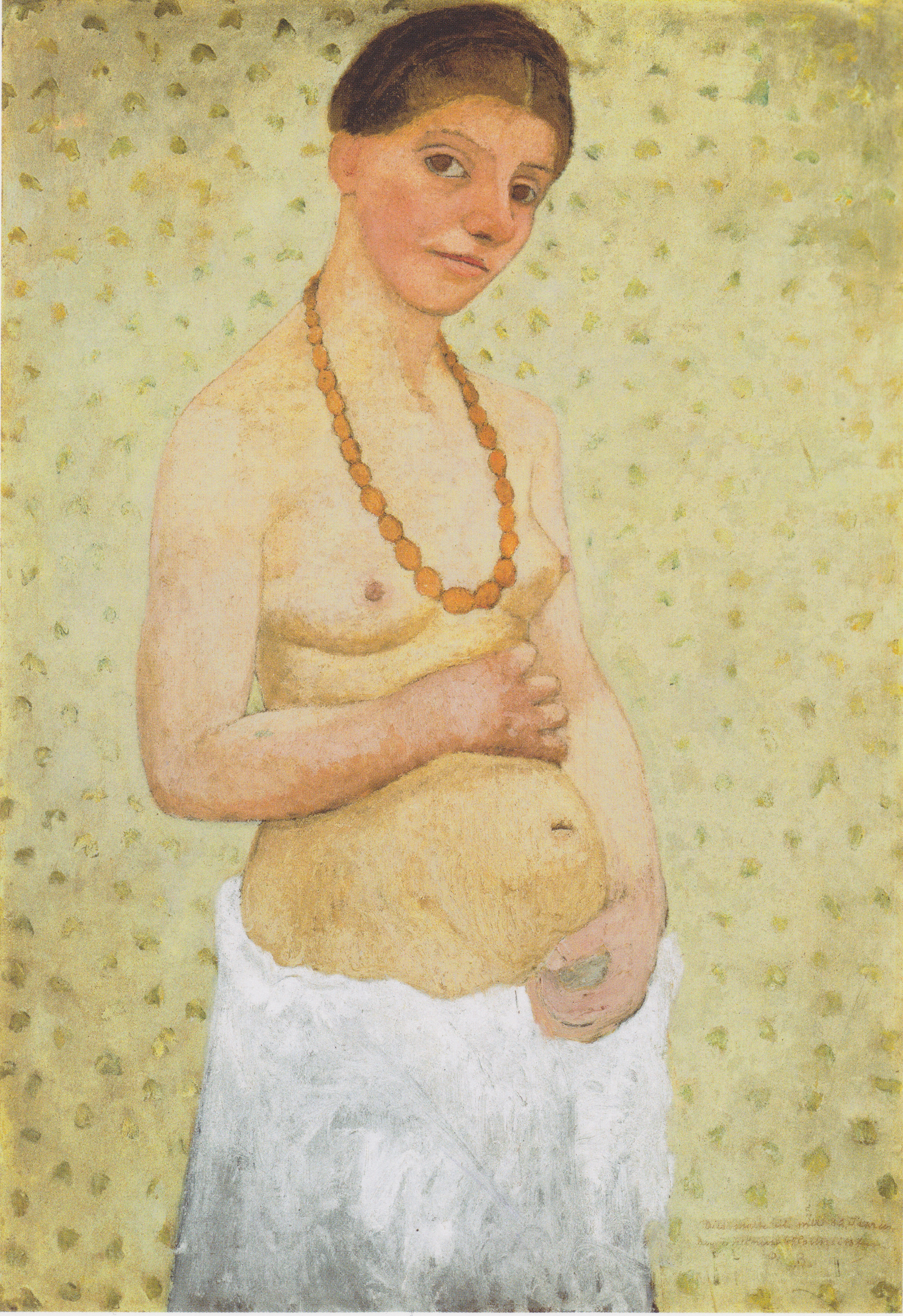
Paula Moderson-Becker: Autoritratto per il sesto anniversario di matrimonio (1906).
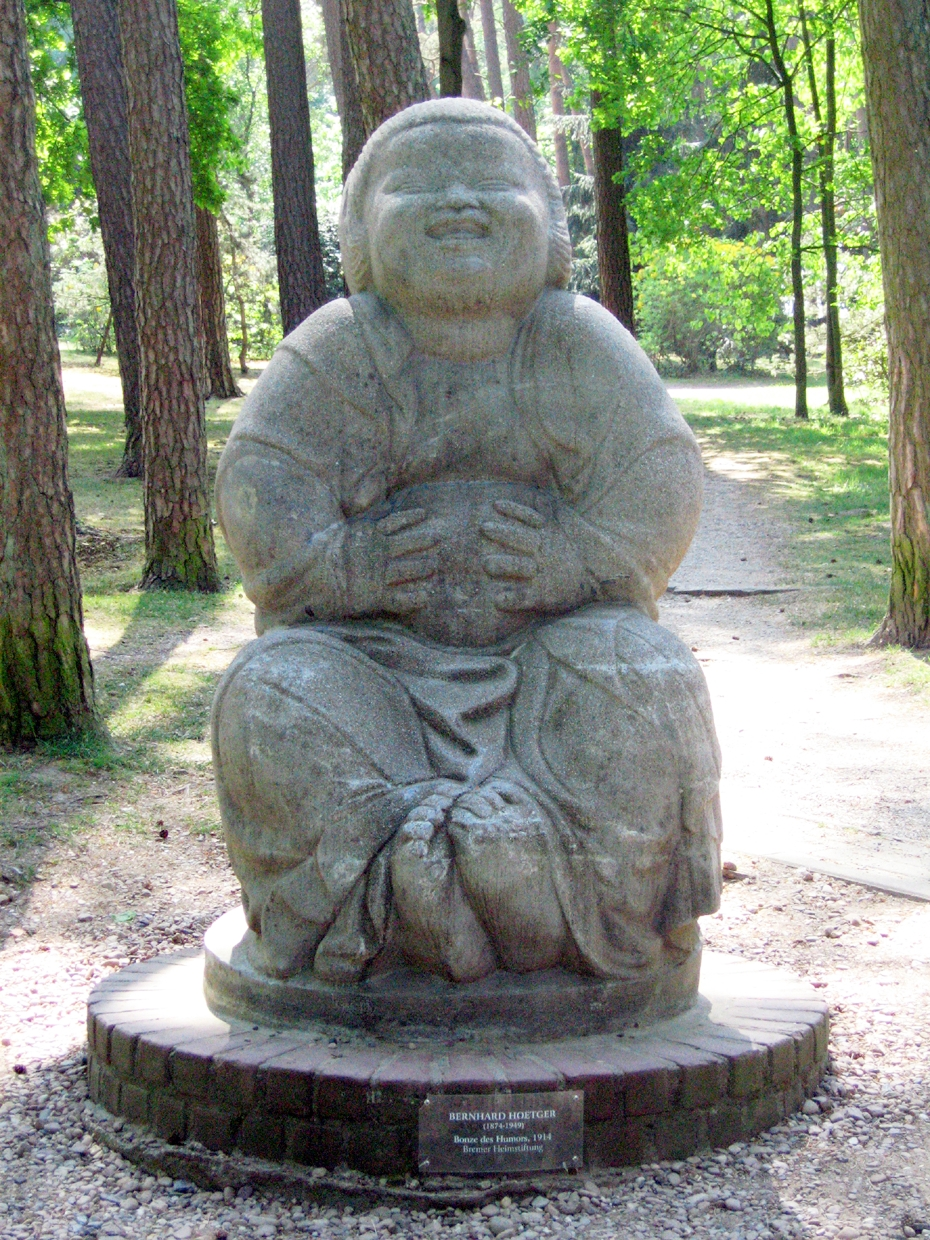
Bernhard Hoetger: Budda sorridente (Worpswede, 1914).